# Брист
Брист (хорв. Brist) — населений пункт у Хорватії, у Сплітсько-Далматинській жупанії у складі громади Градаць.

## Населення
Населення за даними перепису 2011 року становило 400 осіб.
Динаміка чисельності населення поселення:

## Клімат
Середня річна температура становить 14,96 °C, середня максимальна – 26,70 °C, а середня мінімальна – 2,05 °C. Середня річна кількість опадів – 912 мм.
| Клімат поселення                              | Клімат поселення | Клімат поселення | Клімат поселення | Клімат поселення | Клімат поселення | Клімат поселення | Клімат поселення | Клімат поселення | Клімат поселення | Клімат поселення | Клімат поселення | Клімат поселення | Клімат поселення |
| Показник                                      | Січ.             | Лют.             | Бер.             | Квіт.            | Трав.            | Черв.            | Лип.             | Серп.            | Вер.             | Жовт.            | Лист.            | Груд.            |                  |
| Середній максимум, °C                         | 11,20            | 11,70            | 14,20            | 17,50            | 22,35            | 26,35            | 26,70            | 26,50            | 22,60            | 18,70            | 14,05            | 10,65            |                  |
| Середня температура, °C                       | 6,60             | 7,15             | 9,65             | 12,95            | 17,70            | 21,70            | 24,10            | 23,90            | 20,00            | 16,15            | 11,45            | 8,10             |                  |
| Середній мінімум, °C                          | 2,05             | 2,55             | 5,00             | 8,35             | 13,15            | 17,15            | 21,55            | 21,35            | 17,40            | 13,50            | 8,90             | 5,50             |                  |
| Норма опадів, мм                              | 90               | 79               | 82               | 76               | 60               | 50               | 34               | 49               | 72               | 102              | 116              | 102              |                  |
| Середньомісячна швидкість вітру, м/с          | 3.35             | 3.70             | 3.85             | 3.35             | 2.95             | 2.80             | 2.85             | 2.65             | 2.95             | 3.00             | 3.70             | 3.80             |                  |
| Середньомісячна сонячна радіація, кДж/м²·день | 5622             | 8282             | 11989            | 16486            | 20230            | 23254            | 24983            | 22160            | 16362            | 10522            | 6103             | 4752             |                  |
| --------------------------------------------- | ---------------- | ---------------- | ---------------- | ---------------- | ---------------- | ---------------- | ---------------- | ---------------- | ---------------- | ---------------- | ---------------- | ---------------- | ---------------- |
| Джерело:                                      |                  |                  |                  |                  |                  |                  |                  |                  |                  |                  |                  |                  |                  |